# Coppenrath Verlag

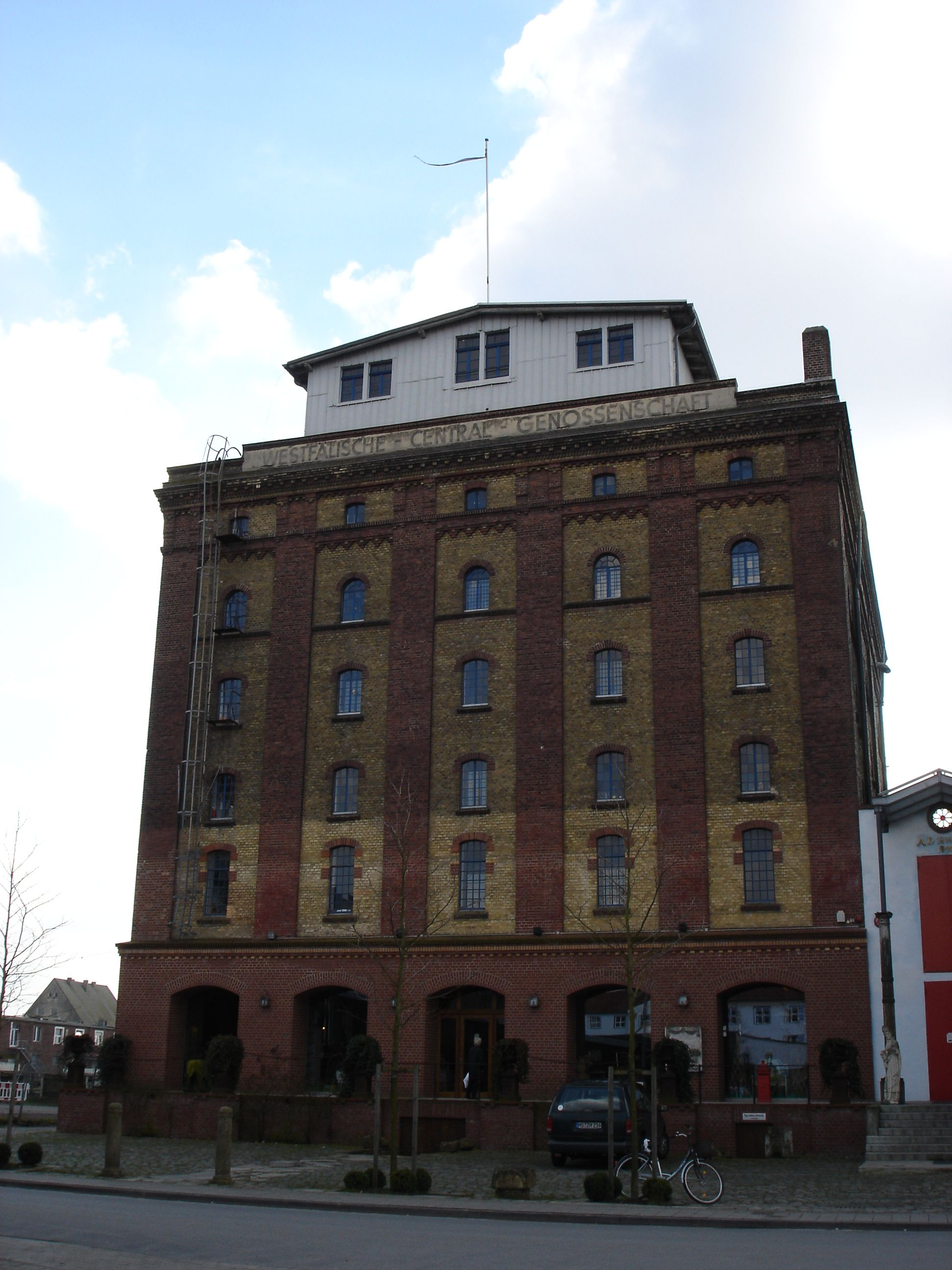
Здание издательства (бывшее зернохранилище)

Издательство Coppenrath Verlag (Коппенрат Ферлаг) — крупное немецкое издательство детской литературы. Основано в 1768 году Йозефом Генрихом Коппенратом. В настоящее время издательством владеет Вольфганг Хёлькер. Издательство находится в городе Мюнстер. Часть продукции выходит также под марками Hölker Verlag и Die Spiegelburg.
Издательством выпущены такие книги как «Письма от Феликса» (Felix) Анетты Ланген и «Принцесса Лиллифея» (Prinzessin Lillifee) Моники Финстербуш, а также «Капитан Шарки», которые стали любимыми героями европейской детской литературы.
Под маркой Die Spiegelburg выпускается широкий спектр продукции, связанной с книжными сказочными героями этого издательства — подарки, школьные принадлежности, мебель, текстиль, игрушки.

## Coppenrath в России
В Российской Федерации книги издательства «Coppenrath» издаёт российское издательство Росмэн совместно с компанией PEI-Consult в Москве. В 2007 году была издана первая книга «Принцесса Лилифи».